# クライン・マッターホルン
クライン・マッターホルン(Klein Matterhorn)は、スイス連邦ヴァレー州の標高3,883 mの山である。ペンニネアルプス山脈に属する。名称は小さい(klein)マッターホルンという意味。頂上の展望台から約7km北西にマッターホルン(標高4,478 m)、約1.3km東にブライトホルン(標高4,164 m)など、スイス、イタリア、フランスの38の4000 m級の山と14の氷河を見ることができる。

## 交通

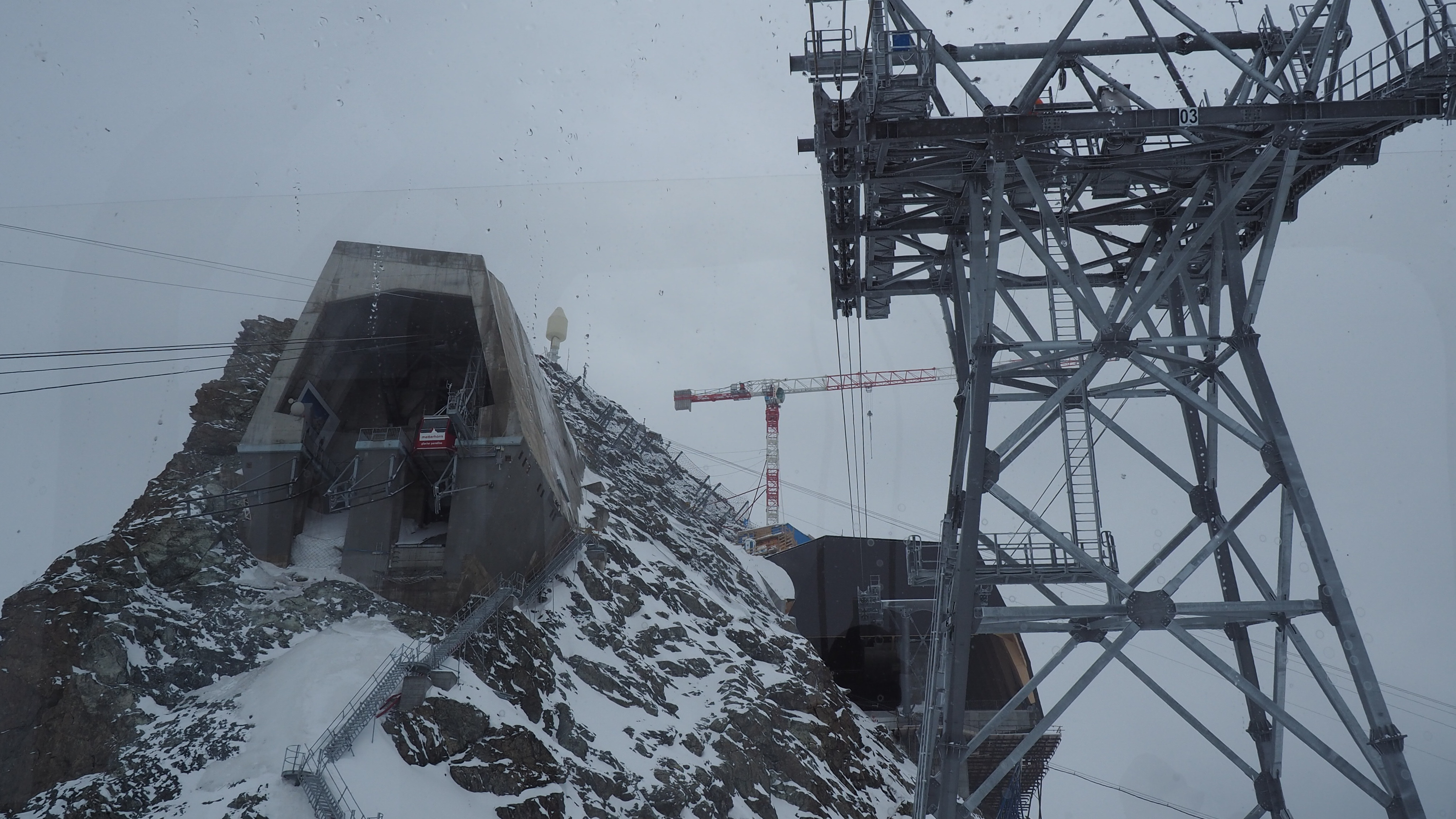
新旧ふたつのロープウェイ駅

ツェルマットからフーリー(Furi)、トロッケナー・シュテーク(Trockener Steg)経由でロープウェイによりアクセスできる。クライン・マッターホルンにあるマッターホルン・グレッチャー・パラダイス(Matterhorn glacier paradise)は、欧州で最も高い標高のロープウェイ駅である。
1時間に600人の輸送能力のあるロープウェイが1976年8月に建設が開始され、1979年12月23日に運航を開始した。2018年11月にはトロッケナー・シュテークとクライン・マッターホルンの間に1時間に2000人の輸送能力がある新しい3ケーブルシステム(3S)の並行するロープウェイが運行を開始した。3Sロープウェイはライトナー・ロープウェイズ(LEITNER ropeways)が製造、ゴンドラのデザインはピニンファリーナ(Pininfarina)である。床の窓と装飾が施された、クリスタル・ライド(Crystal ride)と名付けられたゴンドラが4台ある。

## ギャラリー

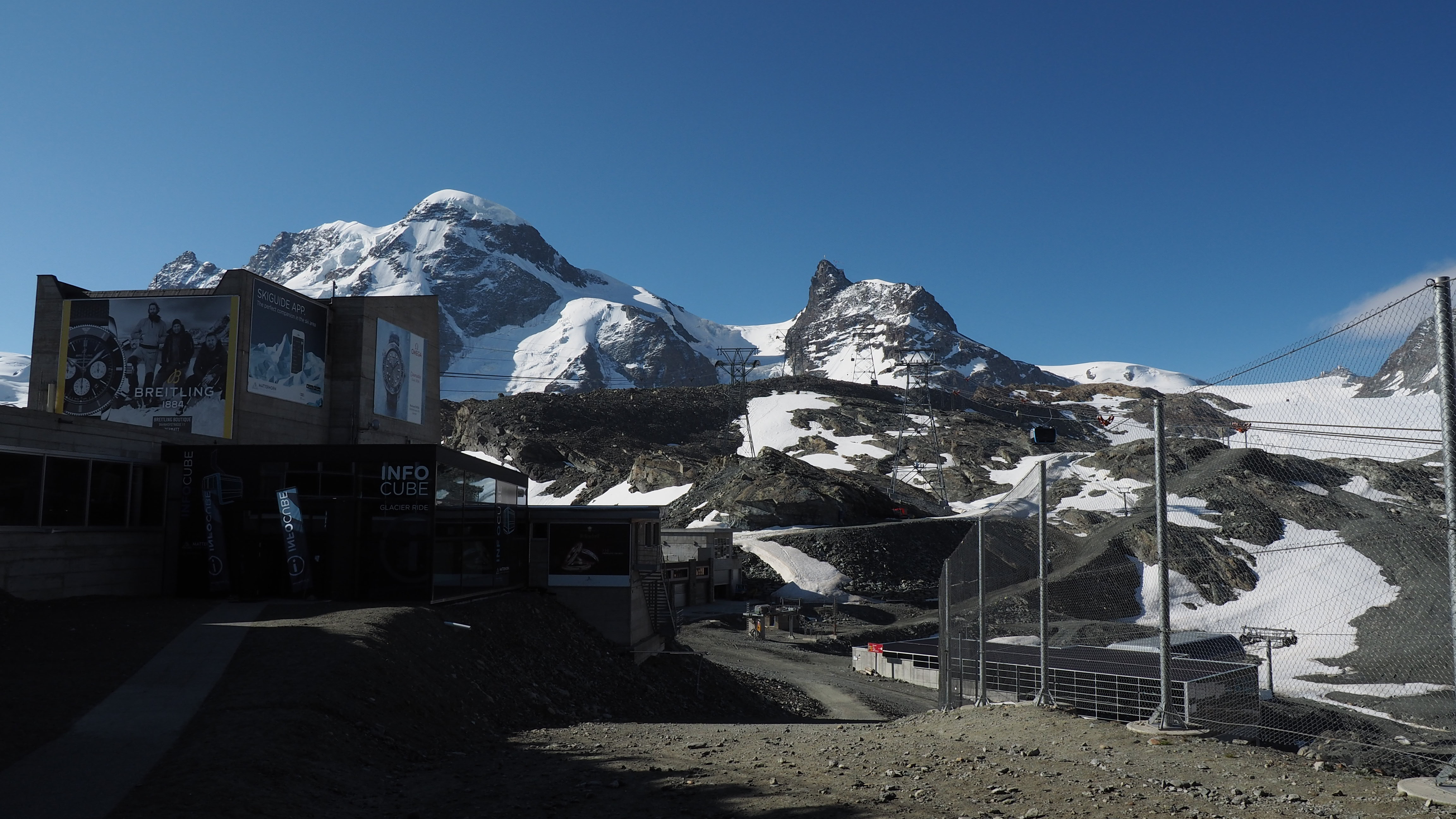
トロッケナー・シュテークから見たブライトホルン(左)とクライン・マッターホルン(右)
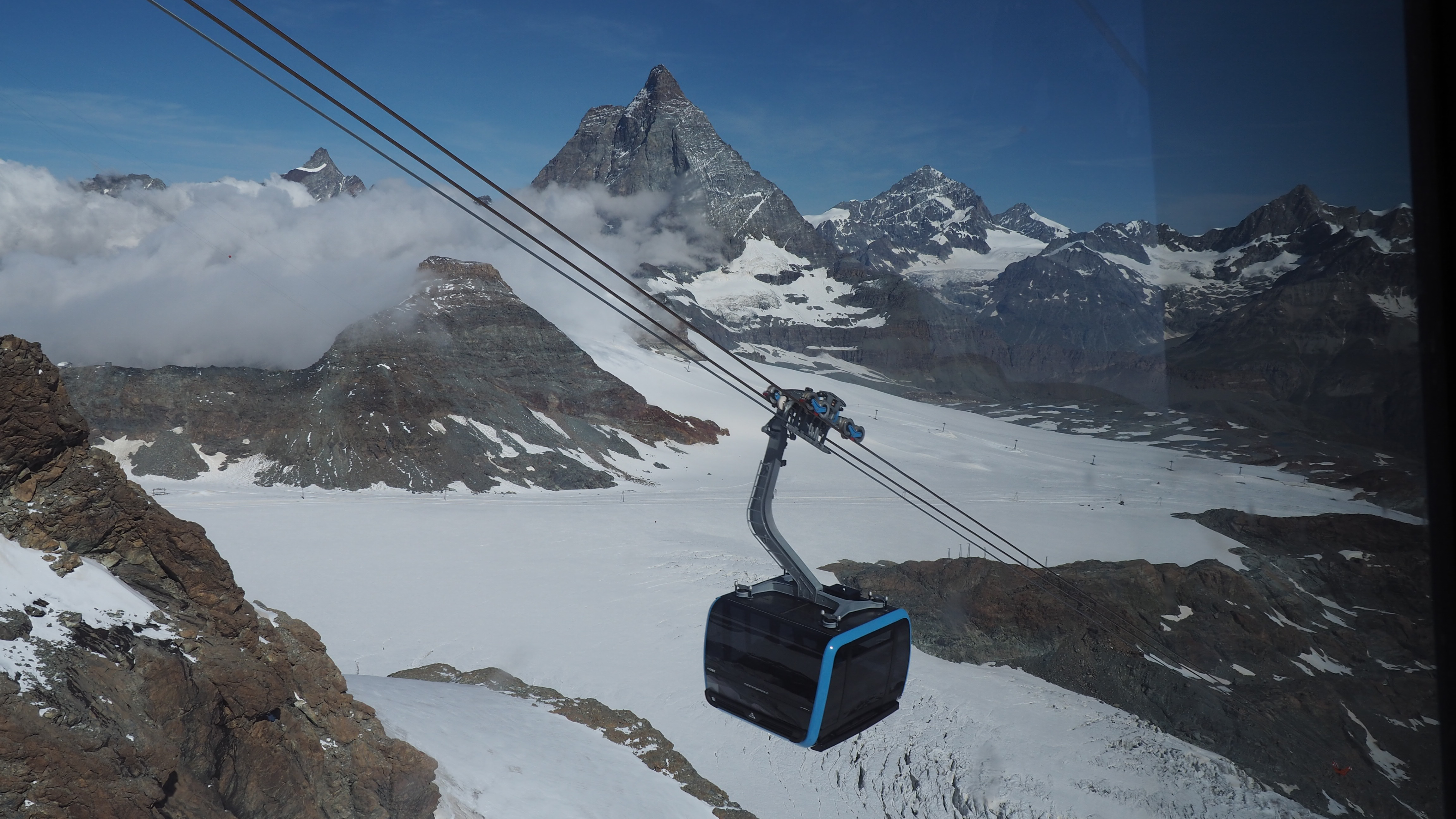
2018年に運行を開始したロープウェイとマッターホルン
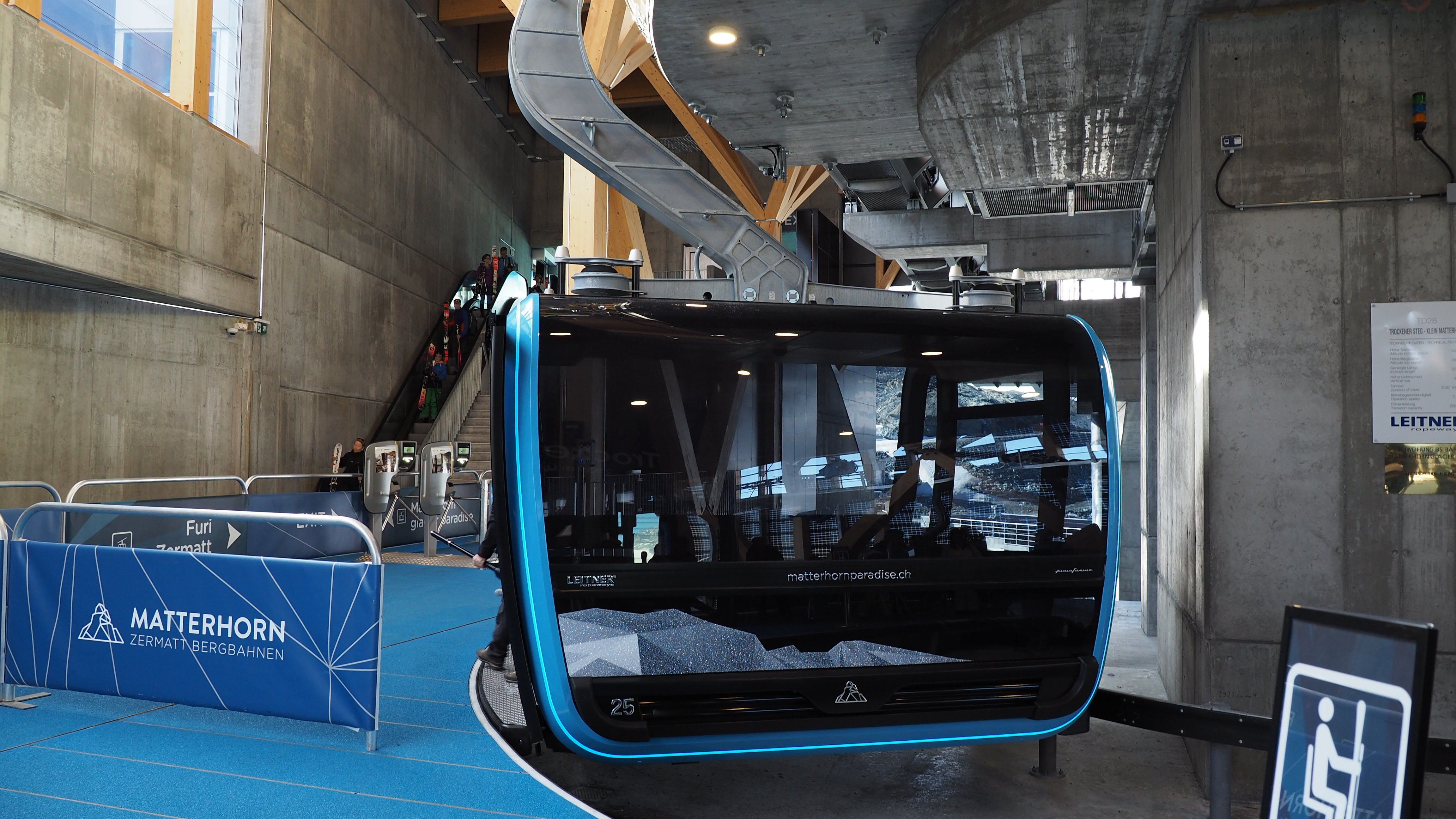
ロープウェイのゴンドラ
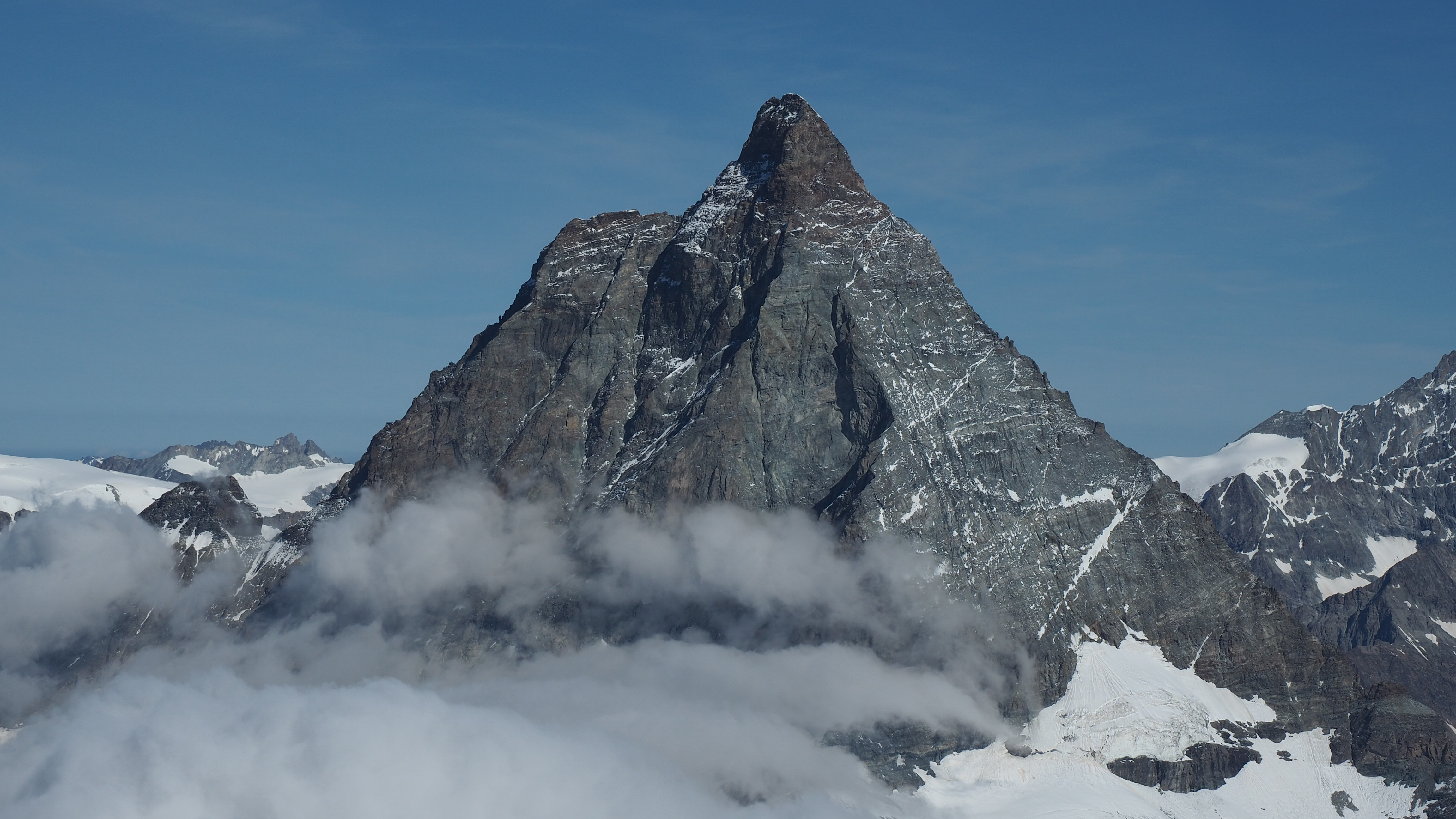
展望台から見たマッターホルン
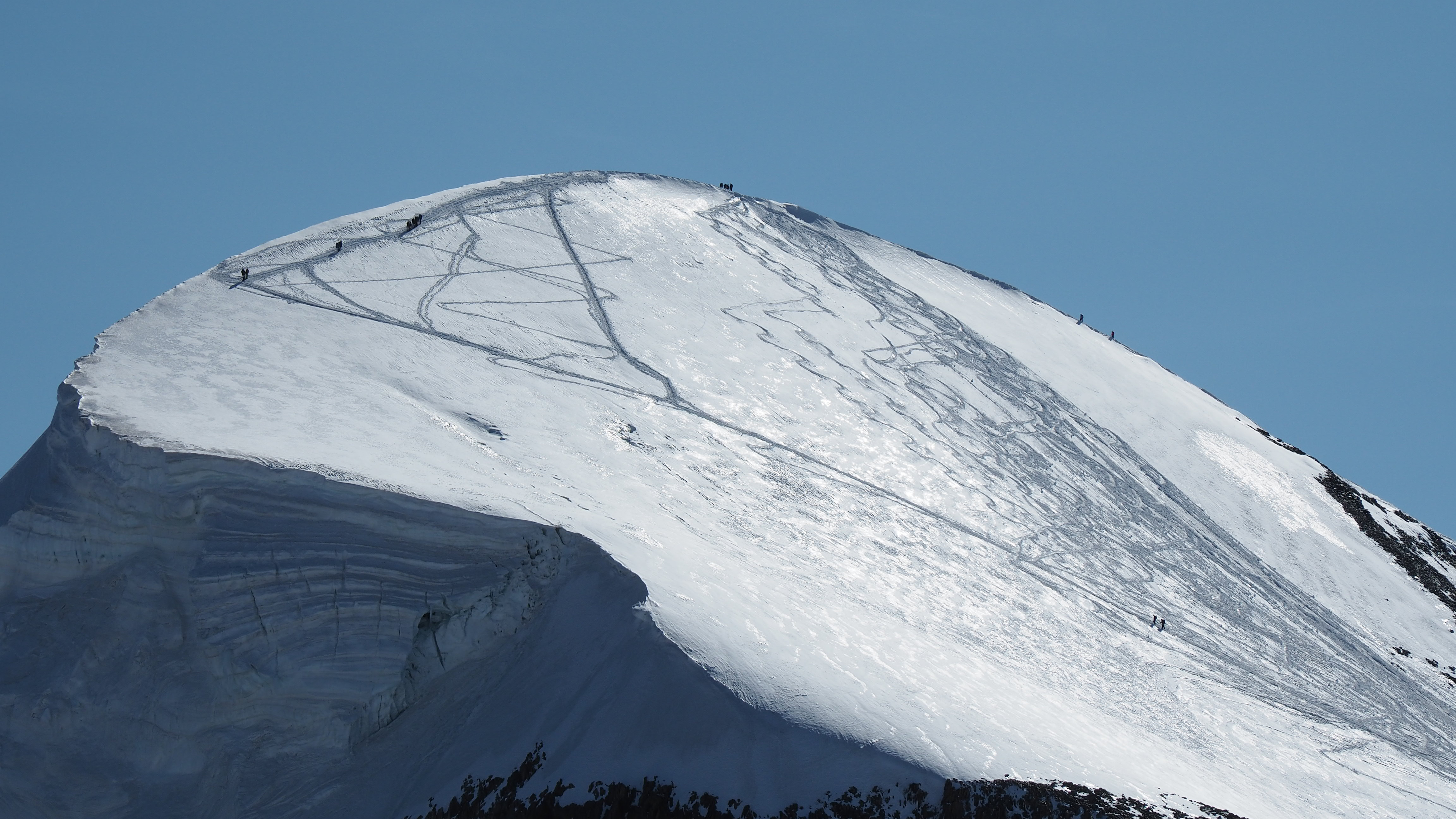
展望台から見たブライトホルン